# 長春府
長春府，初为长春厅，清朝末期设置的府，属吉林省。
清中前期，长春府地区属蒙古郭尔罗斯前旗游牧地。嘉庆五年（1801年），清政府增设郭尔罗斯理事通判，即长春厅，驻长春堡西的新立城（今吉林省长春市南关区新立城镇）。道光五年（1825年），厅驻地移驻宽城子（今长春市南关区中心城区）。光绪八年（1882年），理事通判改为抚民通判兼理事衔。光绪十五年（1889年），长春厅升为長春府。民国二年（1913年），废長春府，改置长春县。